# Brian Thomas Smith
Brian Thomas Smith (nacido el 13 de mayo de 1977) es un actor y comediante estadounidense conocido por interpretar al tonto pero de buen corazón Zack Johnson en The Big Bang Theory durante nueve temporadas. También ha hecho otras apariciones en televisión en Fear Factor, Dos hombres y medio, Happy Endings, The Neighborhood, 9-1-1: Lone Star y United States of Al. En la pantalla grande, Smith protagonizó junto a Al Pacino y Annette Bening la primera película como director de Dan Fogelman, Danny Collins. Otras películas que Smith ha protagonizado incluyen Lethal Seduction, Babysplitters, The Wedding Party y Concrete Blondes.

## Primeros años
Smith tiene un hermano menor, Greg, que participó con él en The Amazing Race 7.

## Carrera
Smith ha aparecido en más de 100 comerciales, incluidos comerciales para Miller Lite, Pizza Hut, Burger King, State Farm, Lopez Tonight, Chevrolet, Carl's Jr., Coors Light, Budweiser, Taco Bell, DirecTV, Pop Chips, Buffalo Wild Wings, Honda, Corona, Applebee's, DairyQueen, Audi y Progressive Insurance.
En 2005, en mercados fuera de Estados Unidos, protagonizó un comercial de cerveza Heineken junto a Jennifer Aniston.
En 2005, Smith apareció en la serie de competencia de telerrealidad The Amazing Race 7 con su hermano, Greg. Los dos estuvieron involucrados en un accidente automovilístico durante el sexto tramo que hirió a su camarógrafo. Luego fueron eliminados en el tramo siguiente durante el sexto episodio y quedaron sextos en la general.
En 2006, Smith fue elegido para el papel principal en el piloto de comedia de media hora de Dan Fogelman, The 12th Man.
En 2010, Smith se unió al elenco de la serie de comedia The Big Bang Theory en un papel recurrente, interpretando al ingenuo exnovio de Penny, Zack Johnson. Continuó apareciendo en el programa hasta su duodécima y última temporada en 2019.
En 2021, Smith fue elegido para un papel recurrente en la serie de comedia United States of Al, como Freddy, el nuevo novio de Vanessa, la exesposa de Riley.

## Filmografía

### Películas
| Año  | Título                       | Papel      | Notas                  |
| ---- | ---------------------------- | ---------- | ---------------------- |
| 2006 | The 12th Man                 | Adam Rump  | Película de televisión |
| 2008 | No Place Like Home           | Matt       | Cortometraje           |
| 2009 | The Moonlighters             | Bob        | Cortometraje           |
| 2009 | Perry's Fairies              |            | Cortometraje           |
| 2009 | The Indies                   | Sean       | Cortometraje           |
| 2010 | All American Zombie Drugs    | Bobby      |                        |
| 2012 | Lucy in the Sky with Diamond | Brian      | Cortometraje           |
| 2012 | Surprise                     | Matthew    | Cortometraje           |
| 2012 | Hot Neighbours               | Judd       | Cortometraje           |
| 2012 | Concrete Blondes             | Karl       | Cortometraje           |
| 2013 | Casual                       | Guy        |                        |
| 2015 | Lethal Seduction             | Randy      | Película de televisión |
| 2015 | Danny Collins                | Judd       |                        |
| 2018 | Big Muddy                    | Bo         |                        |
| 2020 | Babysplitters                | Dr. Palmer |                        |
| 2023 | Holiday Twist                | Boogie     |                        |

### Televisión
| Año     | Título                | Papel                         | Notes                                                |
| ------- | --------------------- | ----------------------------- | ---------------------------------------------------- |
| 2001    | Friends               | Patrón del club de striptease | Temporada 8, episodio 11 (sin acreditar, sin líneas) |
| 2005    | The Amazing Race 7    | Concursante                   | Eliminado, sexto lugar (con Greg Smith)              |
| 2006    | Dos hombres y medio   | Emmett                        | 1 episodio                                           |
| 2010    | A Good Knight's Quest | Agent One                     | 8 episodios                                          |
| 2010    | The Indies            | Sean                          | 2 episodios                                          |
| 2010–19 | The Big Bang Theory   | Zack Johnson                  | Recurrente, 11 episodios                             |
| 2010–11 | Casual: The Series    | Guy                           | Temporadas 1-3 (personaje regular; 17 episodios)     |
| 2012    | Happy Endings         | Nick                          | "Party of Six"                                       |
| 2012    | Wolfpack of Reseda    | Vance                         | Temporada 1 (personaje regular; 5 episodios)         |
| 2012    | Suit Up               | Bjorn Hansen                  | Recurrente, 4 episodios.                             |
| 2019    | The Neighborhood      | Ed                            | Episodio: "Welcome to the Bully"                     |
| 2020    | 9-1-1: Lone Star      | Andrew Reynolds               | Episodio: "Awakening"                                |
| 2021–22 | United States of Al   | Freddy                        | Recurrente                                           |
| 2022    | NCIS                  | Papá de fútbol de fantasía    | Episodio T20E2: "Daddy Issues"                       |
| 2022    | The Really Loud House | Sr. Bolhofner                 | 2 episodios                                          |